# Carpentras
Carpentras – miejscowość i gmina we Francji, w regionie Prowansja-Alpy-Lazurowe Wybrzeże, w departamencie Vaucluse. Stolica hrabstwa Venaissin.
Według danych na rok 1990 gminę zamieszkiwały 24 212 osoby, a gęstość zaludnienia wynosiła 639 osób/km² (wśród 963 gmin regionu Prowansja-Alpy-W. Lazurowe Carpentras plasuje się na 30. miejscu pod względem liczby ludności, natomiast pod względem powierzchni na miejscu 234.).

## Geografia
Miasto jest położone na równinie, na południe od masywu Mont Ventoux. Od wschodu jest ograniczone przez góry Vaucluse, od zachodu przez niewielki masyw Dentelles de Montmirail, południową część masywu Ventoux. Miasto znajduje się około 25 km na północny wschód od Awinionu, stolicy departamentu Vaucluse.

## Klimat
Klimat śródziemnomorski. Lata są gorące i z okresami suszy, czasami przerywanymi gwałtownymi burzami. Zimy są łagodne, raczej suche, a opady śniegu rzadkie. Jesienią i wiosną występują gwałtowne deszcze, czasami przemieniające się w oberwanie chmury. Roczne nasłonecznienie wynosi około 2800 godzin.
Charakterystyczne są gwałtowne wiatry północne i północno-zachodnie nazywane mistralem, osuszające atmosferę i gleby i przynoszące okresy słonecznej pogody.

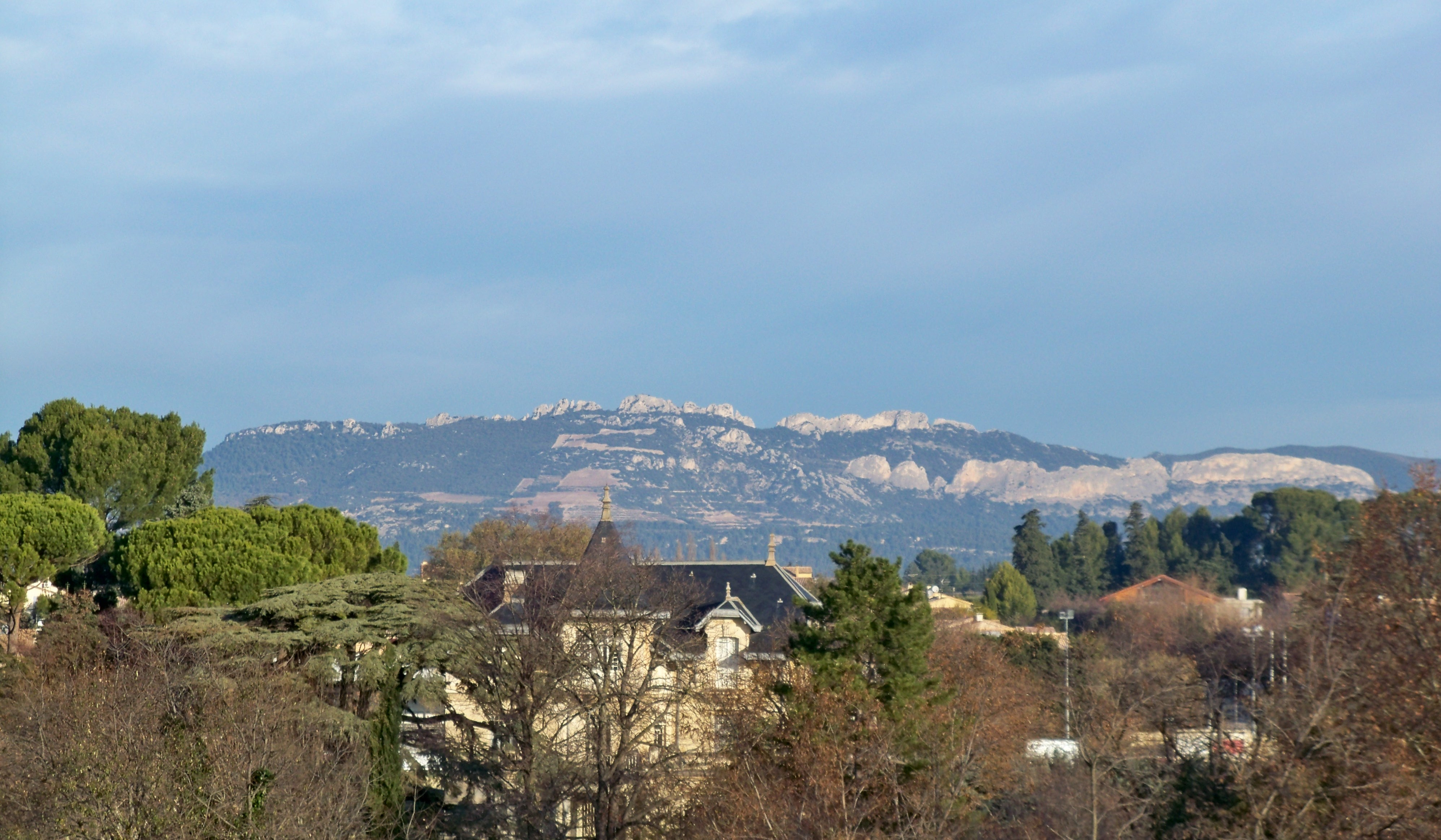
Dentelles de Montmirail – widok z Carpentras

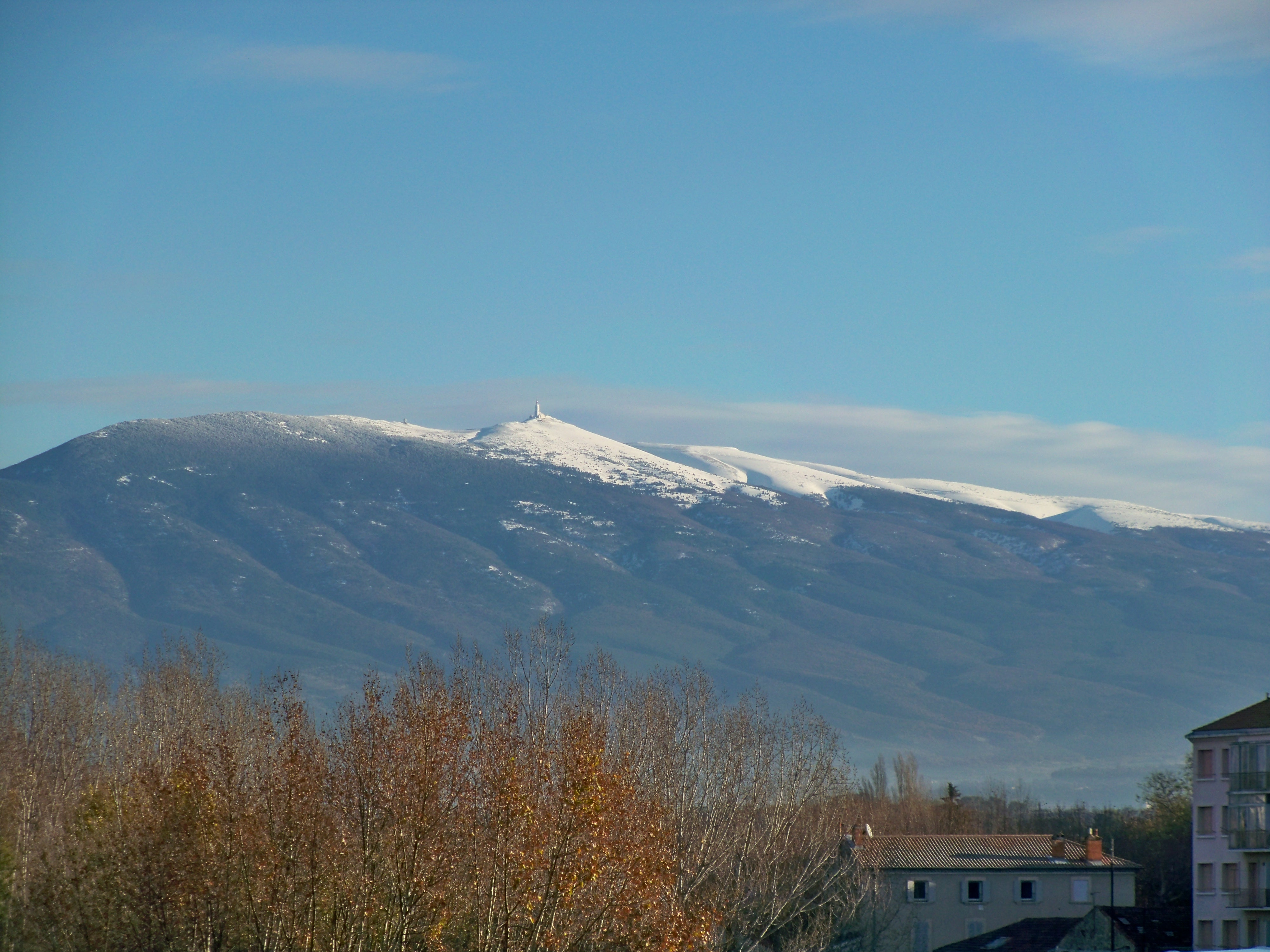
Masyw Mont Ventoux widziany z Carpentras

| Dane meteorologiczne dla Carpentras |       |       |       |       |       |       |       |       |       |       |       |       |         |
| Miesiąc                             | I     | II    | III   | IV    | V     | VI    | VII   | VIII  | IX    | X     | XI    | XII   | Średnia |
| Minimalna średnia temperatur (°C)   | 0,4   | 1     | 3,8   | 6,7   | 10,6  | 13,9  | 16,4  | 15,9  | 12,6  | 9,3   | 4,5   | 1,5   | 8,1     |
| Maksymalna średnia temperatur (°C)  | 10,7  | 12,4  | 16,4  | 19,5  | 24,2  | 28,3  | 31,9  | 31,3  | 26,1  | 20,8  | 14,5  | 11    | 20,6    |
| Rekord zimna (°C)                   | −15,4 | −12,8 | −11,8 | −2,5  | 0,1   | 4,4   | 7,6   | 6,7   | 2,2   | −3,1  | −9    | −12   | −15,4   |
| Rekord gorąca (°C)                  | 21    | 23,1  | 28,1  | 30,8  | 35,4  | 38,3  | 41,6  | 41,9  | 35,2  | 31    | 24,9  | 21,5  | 41,9    |
| Nasłonecznienie (godz.)             | 149,3 | 174,3 | 231,7 | 240,6 | 279,8 | 325,9 | 361,7 | 322,8 | 251,3 | 185,5 | 152,1 | 136,8 | 2 811,8 |
| Opady (mm)                          | 42    | 34,4  | 41,5  | 63,1  | 58,2  | 39,5  | 24,8  | 49,9  | 95    | 87,5  | 64,7  | 47,6  | 648,2   |

Za : MeteoFrance okres 1981-2010

## Ukształtowanie terenu
Centrum historyczne miasta jest położone na wzgórzu tworzącym rodzaj płaskowyżu, u podstawy którego płynie niewielka rzeka Auzon. Pozostałe dzielnice położone są na okolicznych terenach, lekko pofałdowanych.

## Hydrografia
Poza rzeką Auzon miasto przecięte jest w północnej części XVIII-wiecznym kanałem nawadniającym, dostarczającym wodę dla okolicznych upraw. Kanał przecina dolinę rzeki Auzon na zabytkowym akwedukcie z XVIII wieku.

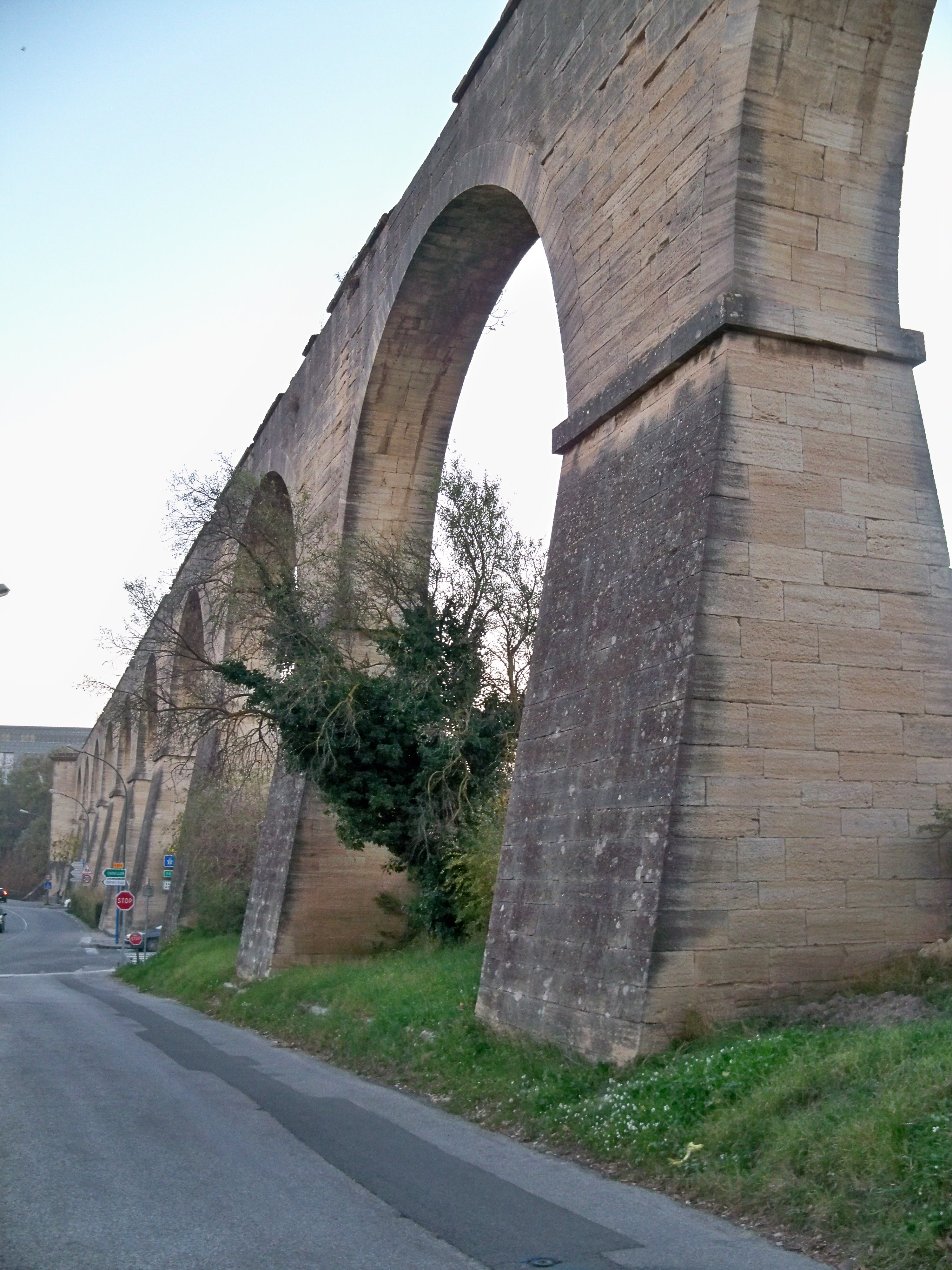
Akwedukt kanału

## Komunikacja
Miasto jest połączone z Awinionem drogą szybkiego ruchu jak również linią kolejową – połączenie z Awinionem i stacją ekspresów „Avignon TGVˮ.
Dobrze rozwinięta jest sieć dróg i połączeń autobusowych z okolicznymi miejscowościami, stanowiąc bazę wypadową do lokalnych atrakcji turystycznych.

## Historia

### Prehistoria i starożytność
Według Pliniusza ludem pierwotnie zamieszkującym okolice „Carpenctoracteˮ byli Meminii a miasto miało duże znaczenie gospodarcze. Po podboju przez Rzymian w 120 p.n.e., staje się ważnym ośrodkiem na drodze biegnącej do północnej Galii. Miejscowość rozwija się i wraz z chrystianizacją i staje się siedzibą biskupstwa. Będzie nim na zmianę z Venasque – obronną osadą na szczycie stromego wzniesienia – zależnie od wydarzeń historycznych.
Z tego okresu pozostał łuk rzymski upamiętniający zwycięstwa rzymskie prawdopodobnie Oktawiana Augusta lub Tyberiusza z początku naszej ery. Łuk widoczny jest na zapleczu katedry St. Siffrein.

### Średniowiecze

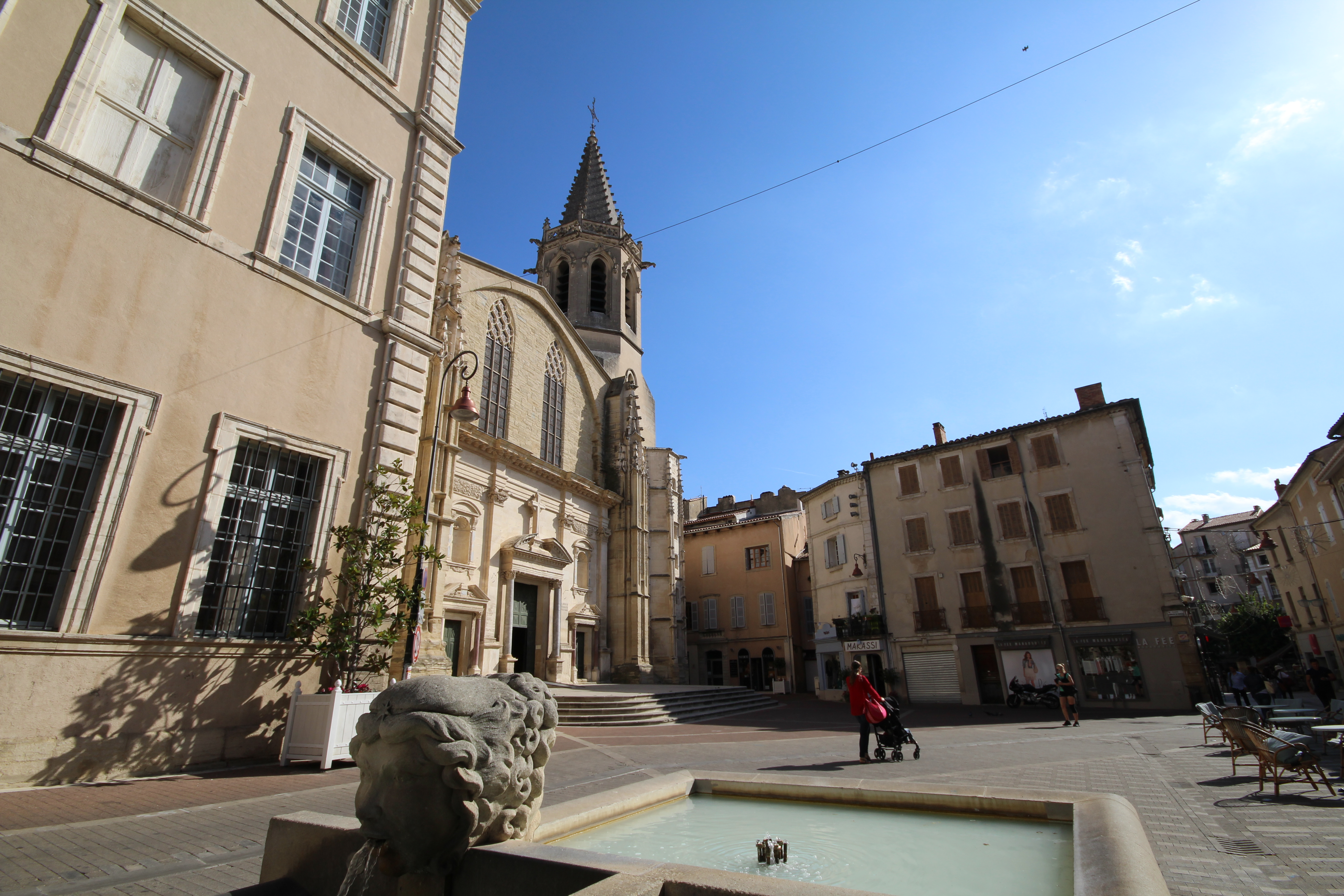
Barokowa fasada katedry wraz z gotycką dzwonnicą

W 1155 r. Raymond V de Toulouse, marquis de Provence, potwierdza przywileje miasta Raymondowi I, biskupowi Carpentras, a w szczególności prawo cotygodniowych targów.
Od 1274 r. posiadłość papieska jako część Hrabstwa Venaissin (nazwa pochodzi od Venasque). W 1312 r. osiedliła się tu, po opuszczeniu wstrząsanej walkami wewnętrznymi Florencji, rodzina ośmioletniego wówczas Francesco Petrarki.

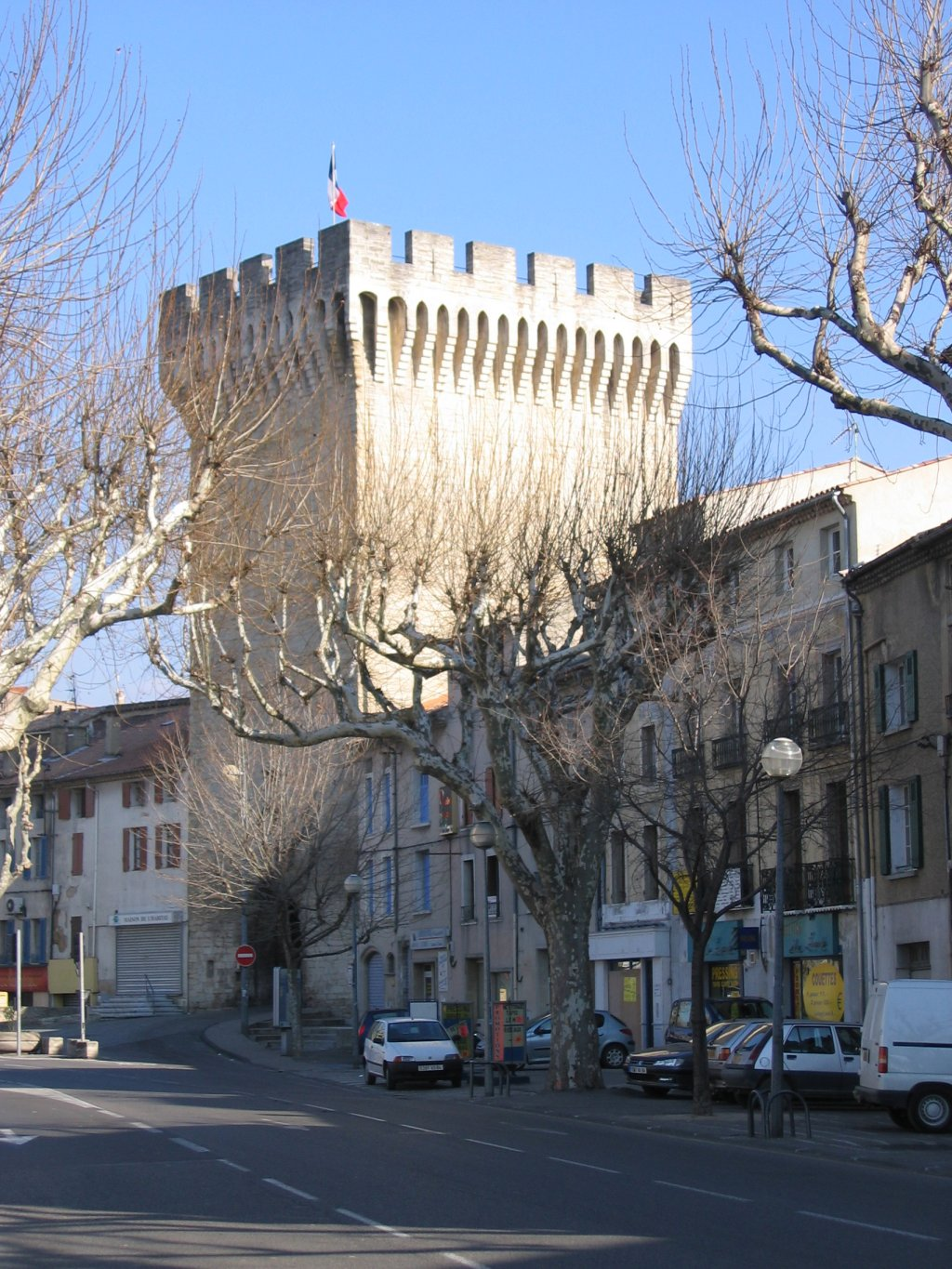
XIV-wieczna brama obronna: Porte d’Orange

Papież Klemens V przenosi Kurię Rzymską z Vanasque do Carpentras w 1313 r. Po jego śmierci w 1314 r. jego następca przenosi kurię do Awinionu w 1316 r. Miasto będące posiadłością papieską, korzysta z wielu przywilejów. Sprzyja to rozwojowi grodu, który zostaje otoczony murami obronnymi w drugiej połowie XIV wieku, za panowania Inocentego VI. Współcześnie zachowała się imponująca brama obronna «Porte d’Orange». Z tego okresu pochodzi również gotycka katedra św. Siffrein, wybudowana w stylu gotyku prowansalskiego, z barokową fasadą z XVII w.
Miasto jest ważnym ośrodkiem osadnictwa żydowskiego. Żydzi przybyli tu po ich wygnaniu z Francji przez Filipa IV Pięknego.
Pomiędzy XVI a XVIII w., Carpentras powoli rozwija się. Będąc posiadłością papieską unika większości konfliktów i wojen tego okresu. W tym czasie powstaje barokowy pałac biskupi (XVII w., obecnie siedziba sądów), kolegiata jezuicka oraz XVIII-wieczny szpital Hôtel Dieu. W XVIII w. z inicjatywy biskupa Inguimberta powstaje biblioteka jego imienia, zawierająca jedną z największych kolekcji starodruków i cymeliów we Francji.

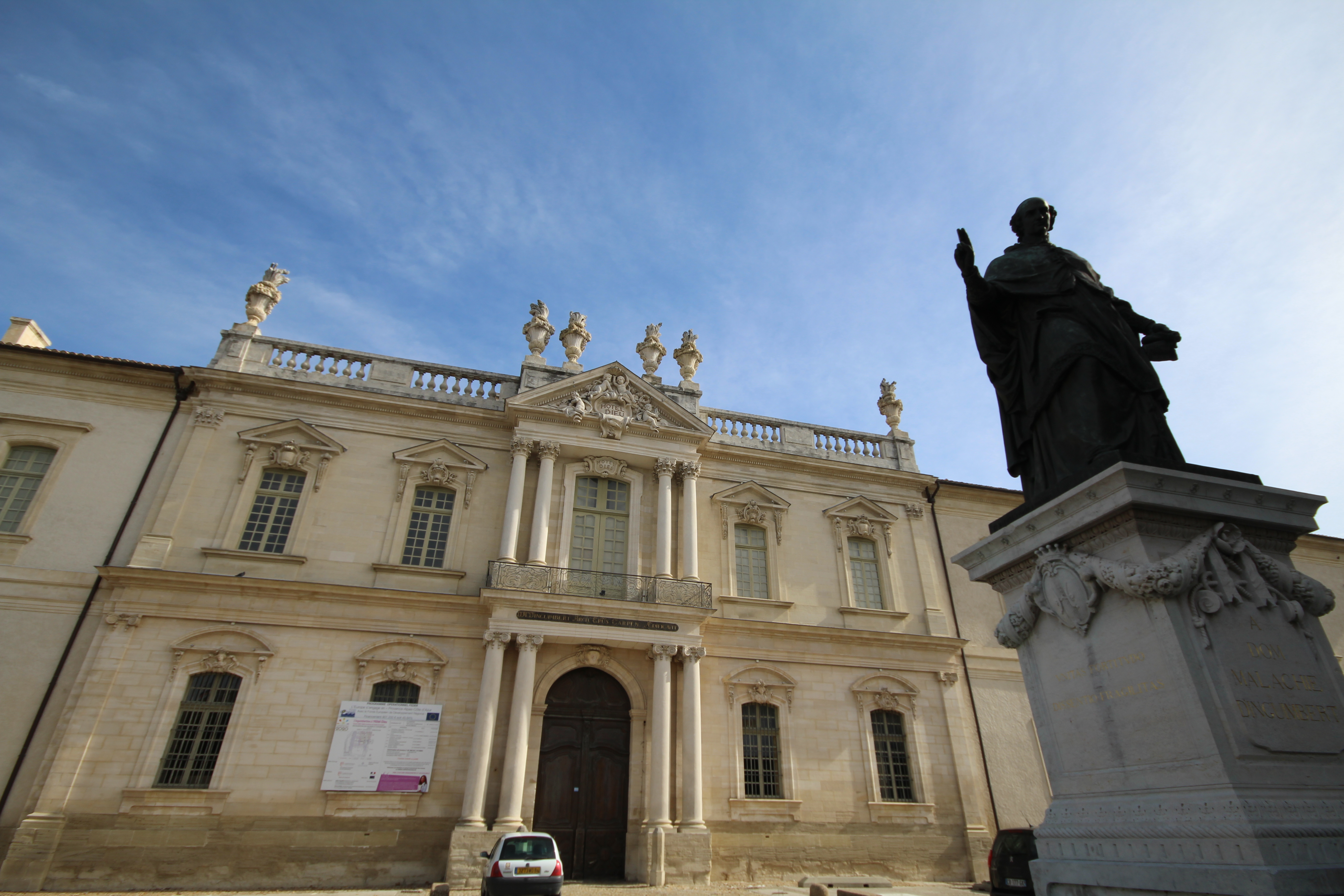
Hôtel Dieu – zabytkowy XVIII-wieczny szpital

Przebudowana zostaje również XIV-wieczna synagoga (połowa XVIII w.)– najstarszy czynny tego typu obiekt sakralny we Francji.
Dobrobyt miasta i powstanie wielu pałaców nadaje miastu klasycystyczny charakter zachowany do dzisiaj w centrum historycznym.
Wraz z rewolucją francuską, w 1791 roku hrabstwo zostaje przyłączone do Francji i Carpentras staje się siedzibą podprefektury utworzonego w 1793 roku departamentu Vaucluse.

### Okres współczesny
XIX w. – budowa kolei przynosi rozwój drobnego przemysłu, jak również przemysłu spożywczego. Miasto staje się znane z upraw szlachetnych odmian winnej latorośli.
W czasie II wojny światowej w okolicach miasta a zwłaszcza w masywie Ventoux, odbyły się liczne starcia z niemieckimi wojskami, samo miasto odzyskało wolność bez walk w sierpniu 1944 r.

### Tradycje
W miesiącach zimowych, przy piątkowym porannym targu odbywa się jarmark trufli – jeden z najważniejszych we Francji.

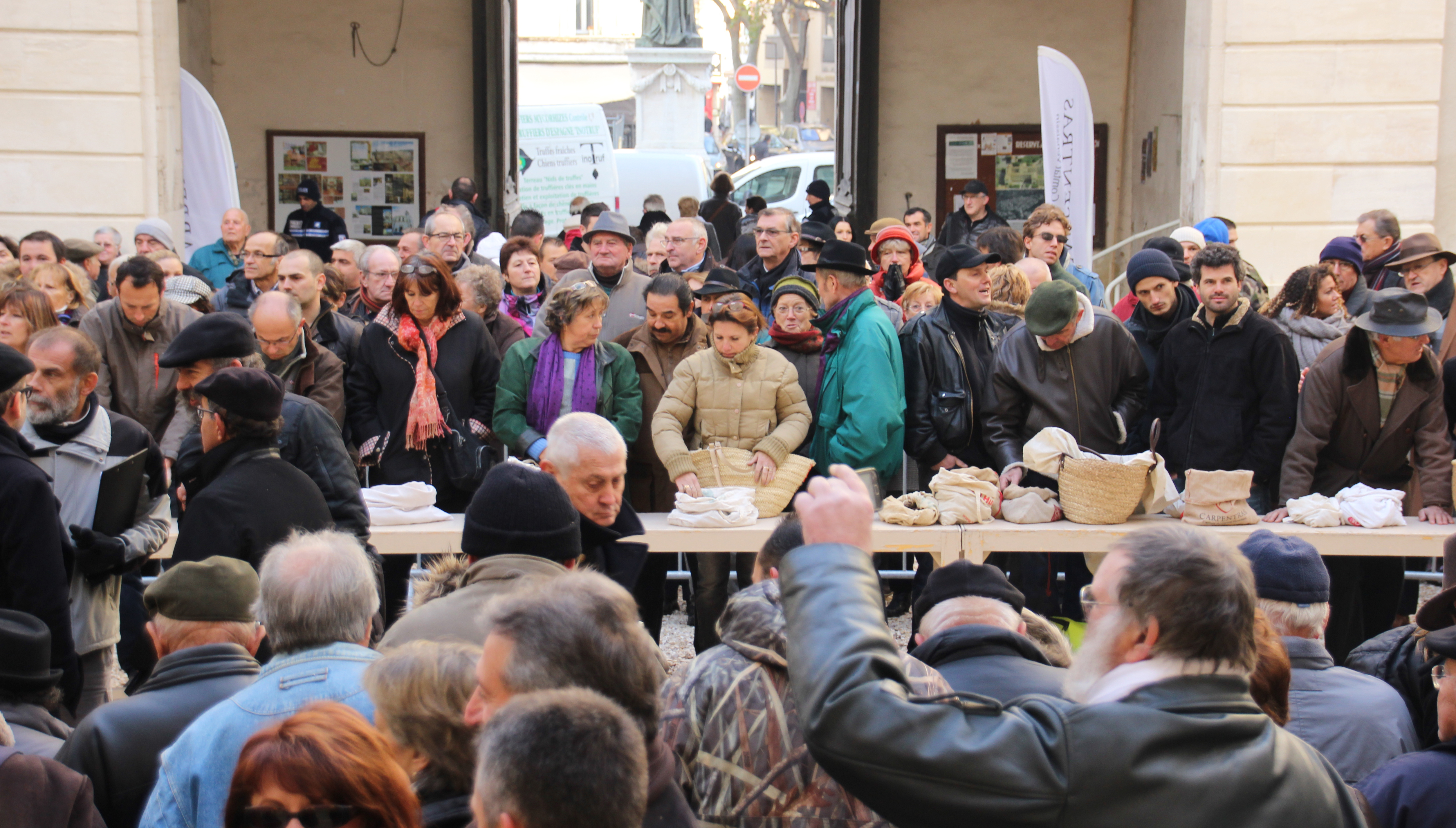
Marché aux truffes – targ trufli

## Ekonomia
W mieście i okolicach znajdują się zakłady przetwórstwa spożywczego ; region jest znany z upraw nowalijek, warzyw (szparagi) i owoców (truskawki, czereśnie, melony, winna latorośl), czy niewielkich zakładów przemysłowych – Ducros (przyprawy) Spagieri (ognie sztuczne) w pobliskim Monteux.
Dogodna sytuacja sprzyja rozwojowi turystyki rekreacyjnej: kolarstwo, wycieczki, czy inne sporty.
W pobliżu znajduje się również niewielkie lotnisko z ośrodkiem szybownictwa: regularne i silne wiatry tworzą korzystne warunki dla uprawiania tego sportu.

## Znaczące zabytki
W historycznym centrum, znajduje się wiele cennych zabytków:
- Łuk rzymski z I w.
- Wieża obronna z XV w. z campanilą z tego okresu oraz zegarem z XVI w.
- Porte d’Orange – imponująca brama obronna z XIV w.
- Pałac biskupi (obecnie sądy) z XVII w.
- Synagoga, najstarsza we Francji. Obecna konstrukcja z XVIII w.
- La Charité z krużgankami na dwóch piętrach, według inspiracji włoskiej.
- Katedra Saint Siffrein z XV w. w stylu gotyku prowansalskiego; m.in. ołtarz i witraże z XV w.
- Saint Mors – święte wędzidło; relikwia z okresu cesarza Konstantyna, według przekazów wykonana z gwoździa z krzyża Chrystusa na polecenie matki cesarza, Heleny. Przechowywana w skarbcu katedralnym, symbol miasta.
- Biblioteka Inguimbertyńska. Jedna z największych kolekcji starodruków we Francji. Przechowywana obecnie w Hôtel Dieu.
- Hôtel Dieu – budynek szpitala z XVIII w. wraz z zachowaną apteką i barokową kaplicą. Założony przez biskupa Inguimberta. Obecnie zawiera również Bibliotekę Inguimbertyńską.
- Kolegiata jezuicka z XVII w.
- Kanał Carpentras i wiadukt z XVIII w.
- Pasaż Boyer (połowa XIX w.), nazywany również „przeszkloną ulicą” – całość przykryta szklanym dachem z epoki, 90 m długości.
- Zabytki związane z przemysłem: siewnia ziaren Graineterie Roux de Carpentras, w okolicy młyny do wyciskania oleju z oliwek (czynne w sezonie).

## Heraldyka

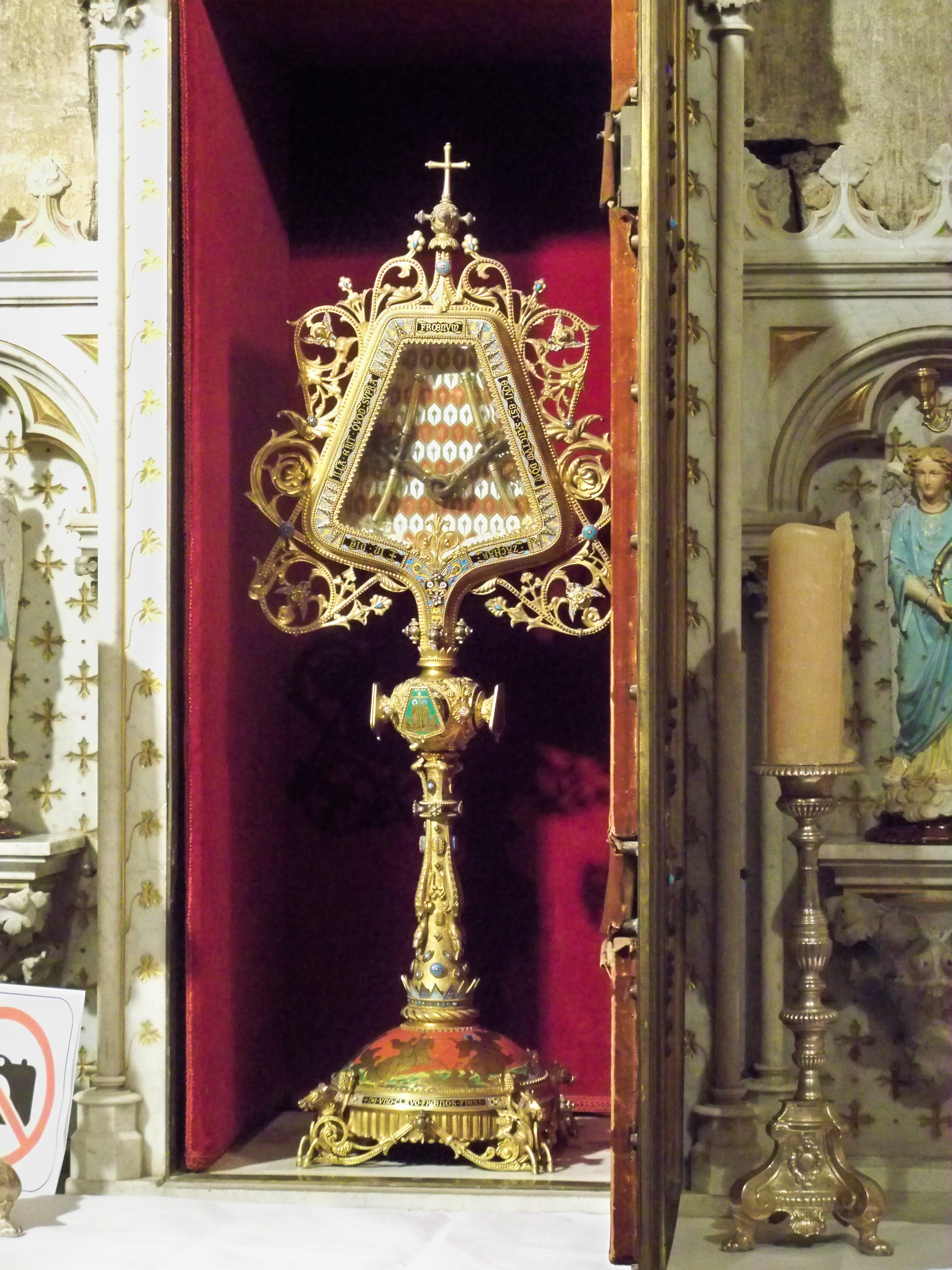
Le Saint Mors – Święte Wędzidło.

Herbem miasta jest Święte Wędzidło na czerwonym polu.
Według tradycji, św. Helena (III- IV w.), matka cesarza rzymskiego Konstantyna (IV w.) kazała wykonać wędzidło z gwoździa krzyża ukrzyżowanego Chrystusa, by chroniło syna. Przechowywana w kościele Mądrości Bożej w Konstantynopolu, relikwia zaginęła w czasie rabunku Konstantynopola podczas IV krucjaty w latach 1202-1204, by pojawić się znowu w 1260 r. w Carpentras, gdzie znajduje się do dzisiaj. W czasie rewolucji francuskiej, wraz z innymi relikwiami, przechowywana przez parafian, co ocaliło ją od zniszczenia. Relikwia stała się symbolem miasta i widnieje w jego herbie.